# Ctenichneumon victoriae
Ctenichneumon victoriae là một loài tò vò trong họ Ichneumonidae.